# Löddeköpinge församling
Löddeköpinge församling var en församling i Lunds stift och i Kävlinge kommun. Församlingen uppgick 2002 i Löddebygdens församling.

## Administrativ historik
Församlingen har medeltida ursprung. 
Församlingen var till och med 1936 annexförsamling i pastoratet Borgeby och Löddeköpinge. Från 1937 till och med 1972 var den moderförsamling i pastoratet Löddeköpinge och Borgeby som från 1962 även omfattade Barsebäcks, Högs och Hofterups församlingar. Från 1973 till och med 2001 var församlingen moderförsamling i pastoratet Löddeköpinge, Barsebäck och Hög och som till och med 1991 även omfattade Hofterups församling. Församlingen uppgick 2002 i Löddebygdens församling.

## Kyrkor
- Löddeköpinge kyrka